# Evangelische Kirche (Bammental)

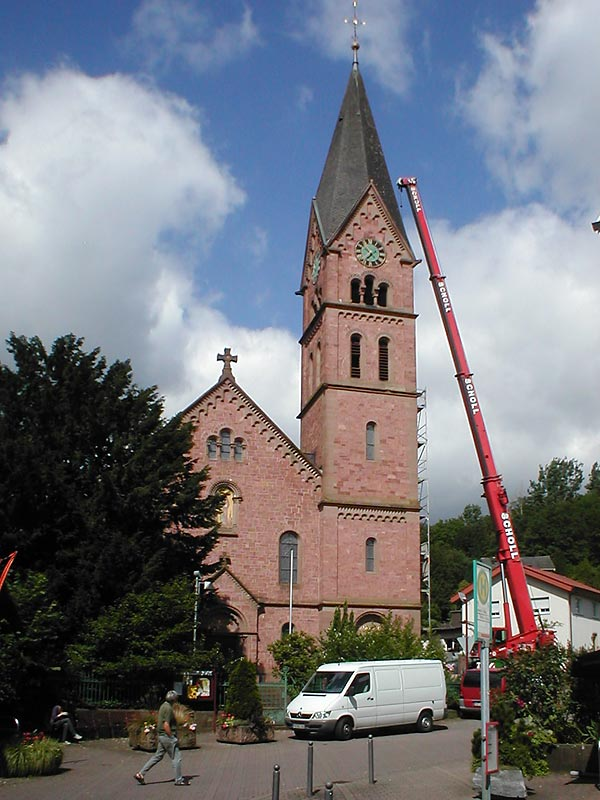
Evangelische Kirche Bammental

Die Evangelische Kirche in Bammental im Rhein-Neckar-Kreis im Nordwesten Baden-Württembergs wurde zwischen 1902 und 1904 nach den Plänen von Hermann Behaghel erbaut.

## Geschichte
Das heutige Bammental entstand durch das Zusammenwachsen der Orte Bammental, Reilsheim und dem Vorstädtl. In Reilsheim gab es bereits früh eine Pfarrei. 1353 erwarb Engelhard von Hirschhorn von den Brüdern von Menzingen den Kirchensatz. Bereits seit 1330 war der Ort unter pfälzischer Hoheit. Kurfürst Ottheinrich setzte sich über das Kollaturrecht der Herren von Hirschhorn hinweg und führte 1556 die Reformation ein. 1748 wurde die alte Kirche durch einen Neubau ersetzt. Die Pläne stammten von Sigmund Zeller.
Die heutige Kirche wurde ab 1902 nach den Plänen des Architekten Hermann Behaghel erbaut, der als Vorstand der evangelischen Kirchenbauinspektion Heidelberg großen Einfluss auf die Entwicklung des evangelischen Sakralbaus in Nordbaden hatte. Die Einweihung war am 15. Mai 1904. 1951 wurde die Kirche renoviert und dem Empfinden der Zeit entsprechend innen in weiß gestrichen. Bei der Renovierung, die zwischen 1986 und 1989 stattfand, wurden die Änderungen weitgehend rückgängig gemacht und der ursprüngliche Zustand wiederhergestellt.

## Beschreibung
Die Evangelische Kirche steht im alten Vorstädtl. Sie wurde mit Sandsteinquadern im neuromanischen Stil erbaut. Im Tympanon des Hauptportals wird das Johannes-Evangelium zitiert: „Dein Wort ist die Wahrheit“. Darüber befindet sich ein Mosaik, das Jesus als Hirten darstellt.
Der Innenraum ist nach den Grundsätzen des Wiesbadener Programms aufgebaut, das die Aufhebung der Trennung von Chor und Schiff und die Gleichrangigkeit von Kanzel und Altar vorsieht. Die Orgel wurde 1904 von Steinmeyer erbaut und 1954 von Walcker umgebaut. Das Instrument hat 14 Register auf zwei Manualen und Pedal.